# Stari Kot
Stari Kot je naselje u slovenskoj Općini Loškom Potoku. Stari Kot se nalazi u pokrajini Dolenjskoj i statističkoj regiji Donjoposavskoj regiji. 

## Stanovništvo
Prema popisu stanovništva iz 2002. godine naselje je imalo 11 stanovnika.